# The Cat and the Canary (opera teatrale)
The Cat and the Canary è un'opera teatrale del 1922 di John Willard che ha debuttato a Broadway il 7 febbraio 1922.

## Trama
Vent'anni dopo la morte del ricco eccentrico Cyrus West, i suoi parenti si riuniscono nella sua vecchia casa di famiglia, ora una spettrale vecchia magione infestata, per la lettura del suo testamento.

## Adattamenti
Dall'opera teatrale sono stati tratti diversi adattamenti cinematografici e televisivi:
- Il castello degli spettri (The Cat and the Canary) (1927)
- The Cat Creeps (1930)
- La voluntad del muerto (1930)
- Il fantasma di mezzanotte (The Cat and the Canary) (1939)
- "The Cat and the Canary", episodio della serie Saturday Playhouse (1959)
- "The Cat and the Canary", episodio della serie Dow Hour of Great Mysteries (1960)
- Katten och kanariefågeln (1961) - Film TV
- Sospiri (La noche de los asesinos) (1974)
- Il gatto e il canarino (The Cat and the Canary) (1978)